# Spyware Terminator
Spyware Terminator é um software gratuito de segurança, criado em 2005 pela empresa Crawler/Xacti, que detecta e elimina pragas virtuais como spyware (programa automático intruso e nocivo) entre outras ameaças que rondam a Internet.
A empresa Crawler,LLC, do grupo Xacti. possui sede localizada em Boca Raton (Florida), com centro de pesquisa e desenvolvimento em Brno (República Checa). 
Desde o lançamento possui mais de 30 milhões de instalações registradas no site em que se hospeda o programa.

## Funcionalidades
O programa oferece vários recursos para a proteção do PC, que inclui: Proteção em tempo real com HIPS, Remoção de Spyware, Atualizações Automáticas, Exames agendados, Integração com Antivírus, Suporte gratuito, barra de ferramenta Crawler chamada Web Security Guard.

### Remoção de Spyware
Com essa ferramenta o Spyware Terminator examina o computador em busca de ameaças que possam prejudicar o bom funcionamento de seu Sistema Operacional, removendo as ameaças gratuitamente.
Possui um escaneamento versátil, com opção de ajuste do scanner como rápido ou completo.

### Atualização
Esta ferramenta oferece o suporte de baixar e instalar automaticamente novas atualizações de banco de dados e do próprio programa.

### Exames Agendados
Esta ferramenta dá a oportunidade dos usuários a agendar exames de spyware, e esses exames podem ser agendados em base diária ou semanal a qualquer hora do dia.

### Integração com Antivírus
O Spyware terminator oferece opcionalmente a integrar um antivírus junto ao programa, o ClamAV, aumentando ainda mais o seu nível de proteção.

### Suporte Gratuito
Esse recurso oferece aos usuários resposta sobre dúvidas que eles encontram, tendo então uma resposta eficiente e qualificada sobre qualquer dúvida que apareça.

### Licença
O Programa pode ser licenciado tanto para uso pessoal ou empresarial.

### Web Security Guard
Esta ferramenta foi desenvolvida pela empresa Crawler, LLC com o objetivo de ajudar a prevenir o número de infecções que aparecem diariamente na internet, ela interage com os navegadores Internet Explorer e Mozilla Firefox.

## Melhorias
- v. 3.0.1.112 (Estável)[4]

## Requisitos do Sistema
- 80 MB de espaço no disco rígido;
- Resolução de tela de no mínimo 800x600 pixels;
- Para o uso do Exame de Spyware é preciso estar usando uns dos seguintes sistemas operacionais: Windows XP, Windows Vista ou Windows 7 ambos de (32/64-bit);
- Para usar a Proteção Residente é preciso o uso do Windows XP (32-bit), Windows Vista ou Windows 7 de (32/64-bit) .

## Ligações Externas
- Site oficial do Spyware Terminator
- Notícias do Spyware Terminator
- Página de Download
- Fórum do programa
- Suporte do programa
- Twitter Crawlerdev
- Twitter Spyware Terminator
- Facebook Spyware Terminator